# Karbid hliníku
Karbid hliníku (Al4C3), je látka, která vytváří žlutohnědé krystaly. Teplotně je stabilní do 1400 °C. S vodou reaguje za vzniku methanu.

## Struktura
Krystalová struktura karbidu hliníku je tvořena dvěma typy vrstev. Hliník má tetraedrické uspořádání a u prvního typu je obklopen dalšími šesti atomy hliníku ve vzdálenosti 217 pm, druhý typ je obklopen 4 atomy hliníku ve vzdálenosti 190–194 pm a pátým atomem vzdáleným 221 pm.

## Příprava
Připravuje se reakcí hliníku s uhlíkem v obloukové peci.
4 Al + 3 C → Al4C3
Lze jej připravit i redukcí aluminy, tento postup ale není příliš výhodný, protože při něm dochází ke vzniku toxického oxidu uhelnatého.
2 Al2O3 + 9 C → Al4C3 + 6 CO
Další možností je reakce hliníku s karbidem křemíku.
4 Al + 3 SiC → Al4C3 + 3 Si

## Vlastnosti
Hydrolýzou karbidu hliníku vzniká methan. Tato reakce probíhá za laboratorní teploty, při jejím zvýšení dochází k prudkému vzrůstu její rychlosti.
Al4C3 + 12 H2O → 4 Al(OH)3 + 3 CH4
Podobně reaguje s dalšími protickými reagenty.
Al4C3 + 12 HCl → 4 AlCl3 + 3 CH4

## Využití
Používá se jako abrazivní materiál, jeho tvrdost je blízká tvrdosti topazu.